# Alana Haim
Alana Mychal Haim (Los Angeles, 15 dicembre 1991) è un'attrice e cantante statunitense.

## Biografia
È un membro del gruppo musicale Haim, che comprende anche le due sorelle Este e Danielle, nel quale suona il pianoforte e la chitarra. Nel 2020 con le Haim ha ricevuto una nomination ai Grammy Award al premio album dell'anno per il disco Women in Music Pt. III e nel 2021 vincono il loro primo BRIT Award come miglior gruppo straniero.
Nel 2021 ha recitato come protagonista nel film Licorice Pizza di Paul Thomas Anderson, per il quale ha ricevuto il plauso della critica ed è stata nominata al Golden Globe nella sezione migliore attrice in un film musicale o commedia, al Critics' Choice Movie Award e al Premio BAFTA come migliore attrice.

## Discografia
- 2013 – Days Are Gone
- 2017 – Something to Tell You
- 2020 – Women in Music Pt. III

## Filmografia

### Cinema
- Licorice Pizza, regia di Paul Thomas Anderson (2021)
- The Mastermind, regia di Kelly Reichardt (2025)
- Una battaglia dopo l'altra (One Battle After Another), regia di Paul Thomas Anderson (2025)

### Televisione
- Documentary Now! (2015)
- The Unauthorized Bash Brothers Experience (2019)

## Riconoscimenti
- Golden Globe
  - 2022 – Candidatura alla migliore attrice in un film commedia o musicale per Licorice Pizza

- Premi BAFTA
  - 2022 – Candidatura alla migliore attrice per Licorice Pizza

- Critics' Choice Awards
  - 2022 – Candidatura alla migliore attrice per Licorice Pizza

## Doppiatrici Italiane
- Elena Perino in Licorice Pizza